# Le Haut-Richelieu
Le Haut-Richelieu est une municipalité régionale de comté (MRC) du Québec dans la région de la Montérégie. Son chef-lieu est Saint-Jean-sur-Richelieu. Elle a été créée officiellement le 1er janvier 1982 à la suite d'un décret publié le 2 décembre 1981. Elle prenait alors la succession de trois municipalités de comté, soit celles de Saint-Jean (en partie), d'Iberville (au complet) et de Missisquoi (en partie).

## Géographie

### Entités territoriales
La MRC est constituée de quatorze municipalités locales.
| Nom                          | Statut                   | Population 2021 | Superficie (km2) | Densité (h/km2) | Ref. |
| ---------------------------- | ------------------------ | --------------- | ---------------- | --------------- | ---- |
| Clarenceville                | Municipalité             | 1 154           | 81,7             | 14,12           |      |
| Henryville                   | Municipalité             | 1 497           | 69,6             | 21,51           |      |
| Lacolle                      | Municipalité             | 2 708           | 53,5             | 50,62           |      |
| Mont-Saint-Grégoire          | Municipalité             | 3 136           | 81,4             | 38,53           |      |
| Noyan                        | Municipalité             | 1 418           | 50               | 28,36           |      |
| Saint-Alexandre              | Municipalité             | 2 678           | 76,3             | 35,1            |      |
| Saint-Blaise-sur-Richelieu   | Municipalité             | 2 092           | 72,3             | 28,93           |      |
| Saint-Jean-sur-Richelieu     | Ville                    | 97 873          | 234,2            | 417,9           |      |
| Saint-Paul-de-l'Île-aux-Noix | Municipalité             | 2 141           | 37,4             | 57,25           |      |
| Saint-Sébastien              | Municipalité             | 692             | 64               | 10,81           |      |
| Saint-Valentin               | Municipalité             | 418             | 39,5             | 10,58           |      |
| Sainte-Anne-de-Sabrevois     | Municipalité de paroisse | 2 143           | 48,6             | 44,09           |      |
| Sainte-Brigide-d'Iberville   | Municipalité             | 1 428           | 70,9             | 20,14           |      |
| Venise-en-Québec             | Municipalité             | 1 899           | 20,3             | 93,55           |      |
| Total                        | Total                    | 121 277         | 999,7            | 121,31          |      |

## Démographie
| 1986   | 1991   | 1996   | 2001    | 2006    | 2011    | 2016    | 2021    |
| ------ | ------ | ------ | ------- | ------- | ------- | ------- | ------- |
| 82 401 | 92 889 | 97 539 | 100 753 | 108 892 | 114 344 | 117 443 | 121 277 |

## Administration
| Période                                  | Période  | Identité                 | Étiquette                             | Qualité |
| ---------------------------------------- | -------- | ------------------------ | ------------------------------------- | ------- |
| 1982                                     | 1983     | René Charbonneau         | Maire d'Henryville                    |         |
| 1984                                     | 1985     | André Bisaillon          | Maire de Saint-Paul-de-l’Île-aux-Noix |         |
| 1986                                     | 1987     | Jean-Paul Lasnier        | Maire de Sainte-Brigide-d'Iberville   |         |
| 1988                                     | 1989     | Gilles Dolbec            | Maire de Saint-Jean-sur-Richelieu     |         |
| 1990                                     | 1991     | Charlemagne Vaillancourt | Maire de Saint-Alexandre              |         |
| 1992                                     | 1993     | Delbert Deschambault     | Maire de Saint-Jean-sur-Richelieu     |         |
| 1994                                     | 1995     | Luc Gauthier             | Maire d'Iberville                     |         |
| 1996                                     | 1998     | André Barrière           | Maire de Mont Saint-Grégoire          |         |
| 1999                                     | 2002     | Christiane Marcoux       | Mairesse de L’Acadie                  |         |
| 2002                                     | 2013     | Gilles Dolbec            | Maire de Saint-Jean-sur-Richelieu     |         |
| 2014                                     | 2017     | Michel Fecteau           | Maire de Saint-Jean-sur-Richelieu     |         |
| 2017                                     | En cours | Réal Ryan                | Maire de Noyan                        |         |
| Les données manquantes sont à compléter. |          |                          |                                       |         |

## Éducation

### Éducation post-secondaire et professionnelle
- Cégep Saint-Jean-sur-Richelieu
- Collège militaire royal de Saint-Jean
- École professionnelle de Métiers de Saint-Jean-sur-Richelieu
- Centre de formation professionnelle Chanoine-Armand-Racicot

### Écoles secondaires du réseau privé
- École secondaire Marcellin-Champagnat

### Écoles secondaires du réseau public
Commission scolaire des Hautes-Rivières
- École secondaire Docteur-Alexis-Bouthillier
- École secondaire Joséphine-Dandurand
- École secondaire Marguerite-Bourgeoys
- Polyvalente Chanoine-Armand-Racicot
- Polyvalente Marcel-Landry